# John Brebbia
John Fulboam Brebbia (né le 30 mai 1990 à Sharon, Massachusetts, États-Unis) est un lanceur de relève droitier des White Sox de Chicago de la Ligue majeure de baseball.

## Carrière
Joueur du Phoenix de l'université Elon en Caroline du Nord, John Brebbia est choisi par les Yankees de New York au 30e tour de sélection du repêchage de 2011. Il joue en ligues mineures avec des clubs affiliés aux Yankees de 2011 à 2013 avant d'être libéré de son contrat en décembre 2013 et de jouer deux saisons dans le baseball indépendant. En décembre 2015, il signe un contrat avec les Cardinals de Saint-Louis.
Brebbia fait ses débuts dans le baseball majeur avec les Cardinals de Saint-Louis le 28 mai 2017.